# 테넥스
테넥스(TENEX)는 러시아의 우라늄 농축 회사이다.

## 역사
러시아의 국영기업이자 세계 최대의 원자력 기업인 로사톰의 해외 수출 담당 회사다. 1963년 설립했다. 세계 1위 우라늄 농축 회사다. 2위는 유렌코다.
2012년 8월 16일, 아랍에미리트(UAE)가 110억디르함(약 3조4천억원) 규모의 원전 연료 공급 계약을 6개 회사와 체결했다고 현지 일간지 더내셔널이 보도했다. UAE 원자력공사(ENEC)은 전날 미국, 캐나다, 영국, 호주, 러시아, 프랑스의 6개 기업과 천연 우라늄 원광을 변환·농축해 제공하는 내용의 계약서에 서명했다.
2020년 1월 22일, 한국수력원자력이 세계 최대 우라늄 농축 서비스 업체 테넥스(TENEX)와 5800억원 상당의 농축 우라늄 장기 공급 계약을 체결했다. 국내 원전의 80% 이상이 농축 우라늄을 쓰는 경수로형 원전으로 이번 장기 공급계약으로 가격 상승에 따른 부담과 수급 불확실성을 해결했다는 평가다. 2030년까지 국내 원전에서 사용되는 농축 우라늄을 제공받는다. 계약 규모는 약 5억 달러(약 5847억원)에 이른다.
전 세계적으로는 미국 우라늄농축공사(USEC), 영국 유렌코(Urenco), 프랑스 아레바(AREVA), 러시아 테넥스(TENEX), 중국 원자능공업공사(CNEIC) 등 11개사가 우라늄 농축공정을 가동 중이다. 가장 보편화된 기술이 원심분리법이다.
테넥스는 한국에 지사가 있다.

## 같이 보기
- 로사톰